# Siegfried Matthus
Siegfried Matthus (né le 13 avril 1934 à Zadorojie et mort le 27 août 2021 à Stolzenhagen) est un compositeur et directeur d'opéra allemand. Il est considéré comme l'un des compositeurs contemporains les plus joués en Allemagne.

## Biographie
Siegfried Matthus fréquente l'école secondaire de Rheinsberg, puis il inscrit à l'Académie de musique Hanns Eisler à Berlin. Diplômé, il poursuit ses études en composition avec Rudolf Wagner-Régeny et Hanns Eisler, et devient peu après le plus jeune compositeur en résidence de l'histoire du Opéra-Comique de Berlin de Walter Felsenstein.
Matthus écrit plus d'une douzaine d'œuvres scéniques. L'opéra  Die Weise von Liebe et Tod des Cornets Christoph Rilke (Chanson d'amour et de mort de Cornet Christoph Rilke) d'après Rainer Maria Rilke est achevé en 1983, joué pour la première fois à Dresde en 1985, interprété également par exemple par le Glyndebourne Touring Opera en 1993. L'opéra Graf Mirabeau (1987–88) se déroule pendant la Révolution française. Il a été commandé pour le 200e anniversaire de la Fête nationale française et a bénéficié de productions simultanées en Allemagne de l'Est et de l'Ouest ainsi qu'en Tchécoslovaquie, en Union soviétique et en France. L'opéra a également été enregistré par l'Opéra d'État de Berlin. D'autres enregistrements d'opéra incluent sa « vision d'opéra » basée sur l'Ancien Testament, Judith (1984) du Komische Oper Berlin et son Der letzte Schuss avec l'Orchestre Symphonique de la Radio de Berlin. En 2003, il compose de la musique pour un ballet et une adaptation d'opéra de The Neverending Story de Michael Ende.
Matthus a également été un compositeur prolifique d'œuvres pour orchestre ainsi que de compositions de chambre et de récital. Il a entretenu une relation de travail étroite avec le chef d'orchestre Kurt Masur qui a présenté de nombreuses premières mondiales de sa musique, y compris ce que Matthus a appelé « la commission de ma vie », un Te Deum pour la reconsécration de la Église Notre-Dame de Dresde, diffusé en direct le 11 novembre 2005. Ses œuvres figurent sur plus de vingt enregistrements de plusieurs des plus grands orchestres symphoniques et ensembles de musique de chambre d'Allemagne.
Matthus est directeur artistique du Kammeroper Rheinsberg depuis 1991. Il est également fondateur et directeur du Festival de musique de Rheinsberg et citoyen d'honneur de la ville de Rheinsberg.
Le 25 janvier 2009, Leon Botstein et l'American Symphony Orchestra ont présenté la première à New York du Responso de Matthus, une symphonie à quatre mouvements écrite en 1977.

## Compositions

### Opéra
- Lazarillo von Tormes (1960-63)
- Der letzte Schuss (Le dernier coup) (1966-67)
- Noch einen Löffel Gift, Liebling? (Une autre cuillerée de poison, chérie?) Opéra policier comique de Peter Hacks d'après la comédie Mariage risqué de Saul O'Hara (1971)
- Omphale (par Peter Hacks) (1972-74)
- Mario le magicien (1974)
- Die Weise von Liebe und Tod des Cornets Christoph Rilke (Chanson d'amour et de mort de Cornet Christoph Rilke) d'après Rilke (1983-84)
- Judith d'après Friedrich Hebbel (1982-84)
- Graf Mirabeau (1987-88)
- Desdemona und ihre Schwestern (Desdemona et ses sœurs) d'après Christine Brückner (1990-91)
- Farinelli oder die Macht des Gesanges (Farinelli ou The Power of Singing) (1998)
- Kronprinz Friedrich, livret de Thomas Höft (1998-99)
- Die unendliche Geschichte, d'après The Neverending Story de Michael Ende, commandé par le Département de la culture de Rhénanie-Palatinat, livret d'Anton Perrey (2003)

### Musique pour orchestre
- Concerto pour orchestre pour 2 flûtes, 3 trombones, harpe, piano, percussion et cordes (1963)
- Inventions (1964)
- Tua res agitur pour 15 instruments et percussion (1965)
- Concerto pour violon (1968)
- Symphonie no 1 "Dresdner Sinfonie" (1969)
- Concerto pour piano (1970)
- Orchesterserenade (1974)
- Concerto pour violoncelle (1975)
- Symphonie no 2 (1976)
- Werther « métaphore musicale » (1976)
- Responso, concerto pour orchestre (1977)
- Visions pour cordes (1978)
- Concerto pour flûte (1978)
- Kammerkonzert pour flûte seule, clavecin et cordes (1980–81)
- Der Wald, concerto pour timbales et orchestre (1985)
- Concerto pour hautbois (1985)
- Die Windsbraut, concerto (1985)
- Das Triangelkonzert, divertimento (1985)
- Nächtliche Szenen im Park (1987)
- Ornamenlose Freude, concerto pour trois trompettes et cordes (1989)
- Symphonie no 3 (1990-1993)

### Musique de chambre
- Sonatine pour piano et percussion (1960)
- Sonate pour cuivres, piano et timbales (1968)
- Musique pour quatre hautbois et piano (1968)
- Octuor (1970)
- Quatuor à cordes (1971)
- Trio pour flûte, alto et harpe (1971)

### Musique pour piano
- Variations (1958)
- Konzertsütck (1958)

### Ouvrages généraux
- (de) Ursula Stürzbecher (dir.), Komponisten in der DDR : 17 Gespräche, Gerstenberg, 1979, 348 p. (ISBN 3-8067-0803-7 et 978-3-8067-0803-5, OCLC 714241897, lire en ligne)

### Dictionnaires et encyclopédie
- Theodore Baker, Alain Paris et Marie-Stella Pâris, Dictionnaire biographique des musiciens, R. Laffont, 1995 (ISBN 2-221-90103-7, 978-2-221-90103-8 et 2-221-06510-7, OCLC 896013421, lire en ligne)